# Коста Меса (Калифорния)
Коста Меса (на испански: Costa Mesa) е град в окръг Ориндж в щата Калифорния, САЩ.
Коста Меса е с население от 108 724 жители (2000) и обща площ от 40,60 км² (15,70 мили²).